# Mick Waitt
Mick Waitt (25 de junio de 1960 en Hexham) es un entrenador de fútbol inglés.

## Carrera
Firmó con la selección de Nueva Zelanda a principios de 2002 de cara a la Copa de las Naciones de la OFC, en la cual los All Whites se coronaron campeones tras vencer 1-0 en la final a Australia. Rescindió su contrato en 2004 luego del rotundo fracaso en la OFC Nations Cup de ese año, en la cual los Kiwis fueron superados por las Islas Salomón, impidiéndoles jugar el partido definitorio.
En la temporada 2006/07 dirigió al Team Wellington, franquicia participante del Campeonato de Fútbol de Nueva Zelanda.

### Clubes
| Club               | País          | Año         |
| ------------------ | ------------- | ----------- |
| Selección nacional | Nueva Zelanda | 2002 - 2004 |
| Team Wellington    | Nueva Zelanda | 2006 - 2007 |